# Троицкое сельское поселение (Семилукский район)
Тро́ицкое сельское поселение — упразднённое муниципальное образование в Семилукском районе Воронежской области.
Административный центр — село Троицкое, основанное в конце XVIII века.

## География
Сельское поселение расположено на стыке трех областей: Воронежской, Липецкой и Курской.
Через поселение течет река Берёзовка, приток Олымчика.

## История
Законом Воронежской области от 30 ноября 2009 года № 145-ОЗ, Новосильское, Голосновское и Троицкое сельские поселения преобразованы путём объединения в Новосильское сельское поселение с административным центром в селе Новосильское.

## Известные люди
- Логачева Мария Никитична (род. 1924) — долгожительница.

## Административное деление
В состав поселения входят:
- село Троицкое;
- деревня Александровка;
- село Берёзовка.